# Olry de Blâmont
Pour les articles homonymes, voir Blamont (homonymie).
Olry, Olric de Blâmont, ou en allemand, Ulrich von Blankenberg, né vers 1425, mort le 3 mai 1506, est le soixante-et-onzième évêque de Toul de 1495 à 1506. Il est fils de Thibaut II, comte de Blâmont, et de Marguerite de Lorraine, et petit-fils, par sa mère, de Ferry Ier, comte de Vaudémont et de Marguerite de Joinville, ce qui en fait un cousin de René II, duc de Lorraine. Les comtes de Blâmont, de leur côté, sont une branche cadette de la maison de Salm.

## Biographie
Il fut chanoine de Toul, de Saint-Dié, de Verdun et de Metz. Il fut candidat en 1456 pour devenir évêque de Verdun mais Guillaume de Haraucourt fut élu. En 1484, il brigue l'évêché Metz, mais c'est son cousin Henri de Lorraine qui est élu.
À la mort d'Antoine Ier de Neufchâtel, jugé pro-bourguignon, le duc René II souhaitait avoir un évêque de Toul qui lui soit favorable et le propose au chapitre de Toul. Les chanoines étaient favorable à ce candidat, mais le pape Alexandre VI fit savoir qu'il voulait nommer à Toul son camérier d'honneur, un espagnol du nom de Jean de Marades. Malgré les menaces d'excommunication du pape, le chapitre élit Olry de Blamont. Le pape s'obstina, déclara l'élection nulle et nomma Jean de Marades. Le duc de Lorraine ne renonça pas et envoya Olry auprès de l'empereur Maximilien de Habsbourg pour gagner son soutien. L'empereur appuya l'élection d'Olry, mais Jean de Marades obtint du pape que le diocèse fut sous Interdit. 
Le diocèse fut divisé entre les partisans d'Olry et ceux de Jean de Marades, mais ces derniers étaient peu nombreux et un compromis fut négocié. Les deux compétiteurs seraient sacrés évêques de Toul, et quand le premier mourrait le survivant demeurerait seul évêque sans qu'il y ait lieu de procéder à une nouvelle élection. Olry de Blâmont, plus âgé des deux, aura l’administration du diocèse et Jean de Marades la moitié des revenus ecclésiastiques, mais resterait à Rome pour travailler à faire intégrer le diocèse de Toul dans le Concordat germanique. Le pape accepta ce compromis, mais Jean de Marades resta à Rome et mourut quelques années avant Olry.
Dès l'installation de son protégé à Toul, René II réclama le prix de son aide, c'est-à-dire la cession des droits régaliens de l'évêque sur le Toulois, mais l'empereur et le pape refusèrent de confirmer le transfert de souveraineté. Ne désarmant pas, René II demanda à l'empereur l'autorisation d'acheter le comté de Toul, avec l'appui du chapitre, mais les bourgeois de Toul, craignant pour leur franchises et leur liberté s'y opposèrent et Maximilien refusa également d’autoriser le rachat du comté. Il réussit cependant à persuader Olry de nommer comme maître échevin de Toul Jean de Calabre, un fils illégitime du duc Jean II de Lorraine. Ce poste de maitre échevin lui permettait d'avoir une influence importante sur la municipalité, mais ce ne fut pas suffisant pour que le duc de Lorraine puisse étendre son autorité sur le Toulois.
Il prit néanmoins possession des châteaux de Void et de Vicherey. Olry de Blâmont n'osa pas protester, et vit son pouvoir politique s'affaiblir, d'autant que devenu obèse, il se désintéressait de l'administration du diocèse. Nicolas le Sane, archidiacre, docteur en droit et conseiller du duc de Lorraine, mais un homme prudent, prit en charge la direction du Toulois, restaura la discipline ecclésiastique.
La construction de la cathédrale de Toul avait commencé en 1210, mais les guerres incessantes avaient souvent interrompu le chantier. Ce fut pendant l'épiscopat d'Olry qu'elle fut achevée, en 1497.
Olry de Blâmont s'était retiré dans son château de Mandres-aux-Quatre-Tours, qu'il légua par testament à René II. Il meurt le 3 mai 1506.

## Source
- A. D. Thierry, Histoire de la ville de Toul et de ses évêques, vol. 2, Paris, 1841 (lire en ligne), p. 49-66.